# 臺灣采訪冊
《臺灣采訪冊》，該書僅有抄本傳世，而抄本原題《臺灣採訪冊》，但後來的刊印本皆作《臺灣采訪冊》。乾隆年間《續修臺灣府志》成書後，臺灣府知府鄧傳安於道光八年（1828年）有增修府志之議，遂開志局派人採訪史料與募捐，而採訪成果即是此書。而當年志局是否成功完成新版府志，則因今無傳本而不可知。
本書的採訪者有林棲鳳、石川流、曾敦仁、陳國瑛、蘇鳳翔、林師聖、楊文顯、吳尚新、蔡國香、蘇德純、吳廷箎、黃本淵、黃化鯉、吳春祿、翁守訓、陳肇昌，其中以陳國瑛所作的採訪最多。該書史料的採訪進行時間為道光九年（1829年）五月到道光十年（1830年）八月，而如果是《續修臺灣府志》、《續修臺灣縣志》已有者，則不重複，而其他舊志已有者，皆予以註明。

## 版本
- 傳抄本
  - 石暘睢收藏之寫本：又稱為「原抄本」或「底稿」，今已亡佚[1]。部分內容曾在《三六九小報》（219號到285號）上刊載，而現藏於國立臺灣圖書館之傳抄本也是從此抄本轉抄[1]。
  - 國立臺灣圖書館傳抄本：分為六冊，第六冊注明是在昭和十四年（1939年）8月從石暘睢所藏寫本轉抄而來，抄寫者據說是山中樵[1]。但該版本部份文字與《三六九小報》刊載者略有歧異，因石氏藏本亡佚，難以確認其正誤[1]。後來的刊印本以此版本為基礎[1]。
- 刊印本
  - 《臺灣文獻叢刊》第五十五種（1959年）：臺灣銀行經濟研究室整理排印[1]。
  - 《臺灣方志彙編》（1968年）：經林勇校訂[1]。
  - 《中國方志》叢書（1983年）：成文出版社翻攝臺灣圖書館藏本，分為兩冊[1]。
  - 臺灣史料集成《清代臺灣方志彙刊》第二十冊（2007）：以臺灣圖書館藏本為底，參考其他刊行本與方志校正；各史料採訪之時間與採訪者姓名，抄本各文位置不一，此版本參考文叢本一律移到文末[1]。